# António Morgado
António Morgado (* 28. ledna 2004) je portugalský profesionální silniční cyklista jezdící za UCI WorldTeam UAE Team Emirates XRG.

## Hlavní výsledky
2021
Národní šampionát
 vítěz časovky juniorů
2. místo silniční závod juniorů
Volta a Portugal Juniores
 celkový vítěz
 vítěz bodovací soutěže
 vítěz vrchařské soutěže
 vítěz soutěže mladých jezdců
vítěz etap 1 a 3 (ITT)
Vuelta al Besaya
 celkový vítěz
 vítěz bodovací soutěže
 vítěz soutěže mladých jezdců
vítěz etap 3 a 4
Volta ao Concelho de Loulé
 celkový vítěz
 vítěz bodovací soutěže
 vítěz soutěže mladých jezdců
vítěz 2. etapy
Ruta do Albariño
 celkový vítěz
vítěz prologu
vítěz Gipuzkoa Klasikoa
vítěz Anadia Capital do Espumante
vítěz Circuito da Curia
Bizkaiko Itzulia
2. místo celkově
 vítěz bodovací soutěže
vítěz etap 2 a 4 (ITT)
Vuelta a Valladolid
2. místo celkově
2. místo Troféu Cidade Fafe
Mistrovství světa
6. místo silniční závod juniorů
2022
Národní šampionát
 vítěz časovky juniorů
 vítěz silničního závodu juniorů
Volta ao Concelho de Loulé
 celkový vítěz
 vítěz bodovací soutěže
 vítěz vrchařské soutěže
vítěz etap 2 a 3 (TTT)
Vuelta al Besaya
 celkový vítěz
 vítěz bodovací soutěže
 vítěz vrchařské soutěže
vítěz etap 1 a 3
Volta a Portugal Juniores
 celkový vítěz
 vítěz vrchařské soutěže
vítěz etap 3 (ITT) a 5
Grande Prémio do Minho
 celkový vítěz
 vítěz bodovací soutěže
vítěz 3. etapy
Ruta do Albariño
 celkový vítěz
vítěz prologu a 1. etapy
Vuelta a Valladolid
 celkový vítěz
vítěz etap 1 a 2 (ITT)
Vuelta Ribera del Duero
 celkový vítěz
vítěz etap 1 a 3
Giro della Lunigiana
 celkový vítěz
 vítěz vrchařské soutěže
Mistrovství světa
 2. místo silniční závod juniorů
Course de la Paix Juniors
2. místo celkově
 vítěz vrchařské soutěže
Gipuzkoa Klasikoa
2. místo celkově
Trophée Centre Morbihan
2. místo celkově
2. místo Troféu Cidade Fafe
Tour du Pays de Vaud
4. místo celkově
Mistrovství Evropy
9. místo časovka juniorů
2023
Národní šampionát
 vítěz časovky do 23 let
International Tour of Rhodes
 celkový vítěz
 vítěz soutěže mladých jezdců
Mistrovství světa
 2. místo silniční závod do 23 let
Circuit des Ardennes
4. místo celkově
4. místo Piccolo Giro di Lombardia
Orlen Nations Grand Prix
6. místo celkově
vítěz 5. etapy
8. místo Coppa Città di San Daniele